# Jacques-Philippe Le Bas
Jacques-Philippe Le Bas oder Lebas (* 1707; † 1783 in Paris)  war ein französischer Kupferstecher des Rokoko.

## Leben
Le Bas war Schüler des Kupferstechers und Illustrators Antoine Hérisset (1685–1769) in Paris, der wegen seiner  Architekturansichten (Schloss von Versailles) und Lagepläne (Forêt de Fontainebleau) zur damaligen Zeit bekannt war. Er stach nach fremden Vorlagen; zu seiner Zeit waren Stiche nach Meisterwerken der Kunstgeschichte sehr beliebt und ein begehrtes Sammelobjekt. Von Le Bas sind über 500 Stiche bekannt. Mit dem Stich Die Predigt Johannes' des Täufers nach einem Gemälde von Pier Francesco Mola (1612–1666) hat er sich in der gebildeten Gesellschaft des französischen Rokoko bekannt gemacht. Die niederländischen Barockmaler Nicolaes Pietersz. Berchem (1620–1683), Philip Wouwerman (1619–1668), Adriaen van Ostade (1610–1685) und der Nachahmer Wouwermans, Carel van Falens (1683–1733), waren zunächst die bevorzugten Meister, nach denen Le Bas seine Kupferstichtechnik schulte, aber der Künstler, nach dem er später am liebsten arbeitete, war David Teniers (1610–1690). Le Bas verstand es, die Beschwingtheit und die feine Pinselführung seines Vorbildes in die Kupferstichtechnik, die er oft mit der Kaltnadeltechnik überarbeitete, zu übertragen. Man kennt von Le Bas über 100 Stiche nach Teniers; daneben zählt man über 30 Stiche nach Claude Joseph Vernet (1714–1789), einem am Hof Louis XV tätigen Maler.
Er war der beliebteste und am meisten beschäftigte französische Graveur, aber er hat auch häufig Drucke signiert, die unter seiner Leitung von der Hand seiner Schüler stammten. Le Bas hat, hundert Jahre nach Rembrandt van Rijn (1606–1669), die Kaltnadeltechnik wiederentdeckt und zur größten Perfektion gebracht. 1771 wurde er Mitglied der Académie royale (heute Académie des Beaux-Arts), 1782 verlieh ihm Louis XVI den Titel des Königlichen Graveurs. Das bekannte Porträt Le Bas’ wurde von seinem Schüler Charles-Etienne Gaucher (1741–1804), der sich auch als  Porträtist in Frankreich einen Namen machte, gestochen. Le Bas starb am 14. April 1783 in Paris.

## Werke
nach Pier Francesco Mola
- Die Predigt Johannes des Täufers

nach David Teniers d. J.
- Die sieben Werke der Barmherzigkeit
- Der verlorene Sohn
- Die Versuchung des Heiligen Antonius (zwei Versionen)